# Гарден-Сіті (Техас)
Гарден-Сіті (англ. Garden City) — переписна місцевість (CDP) в США, в окрузі Гласскок штату Техас. Населення — 334 особи (2010).

## Географія
Гарден-Сіті розташований за координатами 31°52′22″ пн. ш. 101°29′18″ зх. д. / 31.87278° пн. ш. 101.48833° зх. д. (31.872766, -101.488384).  За даними Бюро перепису населення США в 2010 році переписна місцевість мала площу 4,58 км², з яких 4,58 км² — суходіл та 0,00 км² — водойми.

## Демографія
Згідно з переписом 2010 року, у переписній місцевості мешкали 334 особи в 116 домогосподарствах у складі 95 родин. Густота населення становила 73 особи/км².  Було 135 помешкань (29/км²).
Расовий склад населення:
| - 88,9 % — білих - 0,6 % — корінних американців - 0,3 % — чорних або афроамериканців - 8,4 % — осіб інших рас |

До двох чи більше рас належало 1,8 %. Частка іспаномовних становила 35,6 % від усіх жителів.
За віковим діапазоном населення розподілялося таким чином: 28,4 % — особи молодші 18 років, 61,4 % — особи у віці 18—64 років, 10,2 % — особи у віці 65 років та старші. Медіана віку мешканця становила 39,0 року. На 100 осіб жіночої статі у переписній місцевості припадало 119,7 чоловіків;  на 100 жінок у віці від 18 років та старших — 100,8 чоловіків також старших 18 років.
Середній дохід на одне домашнє господарство  становив 77 355 доларів США (медіана — 61 696), а середній дохід на одну сім'ю — 86 481 долар (медіана — 70 469). 
Цивільне працевлаштоване населення становило 131 особа. Основні галузі зайнятості: транспорт — 27,5 %, освіта, охорона здоров'я та соціальна допомога — 22,9 %, сільське господарство, лісництво, риболовля — 16,0 %, будівництво — 14,5 %.